# Friedrichsthal (Saar)

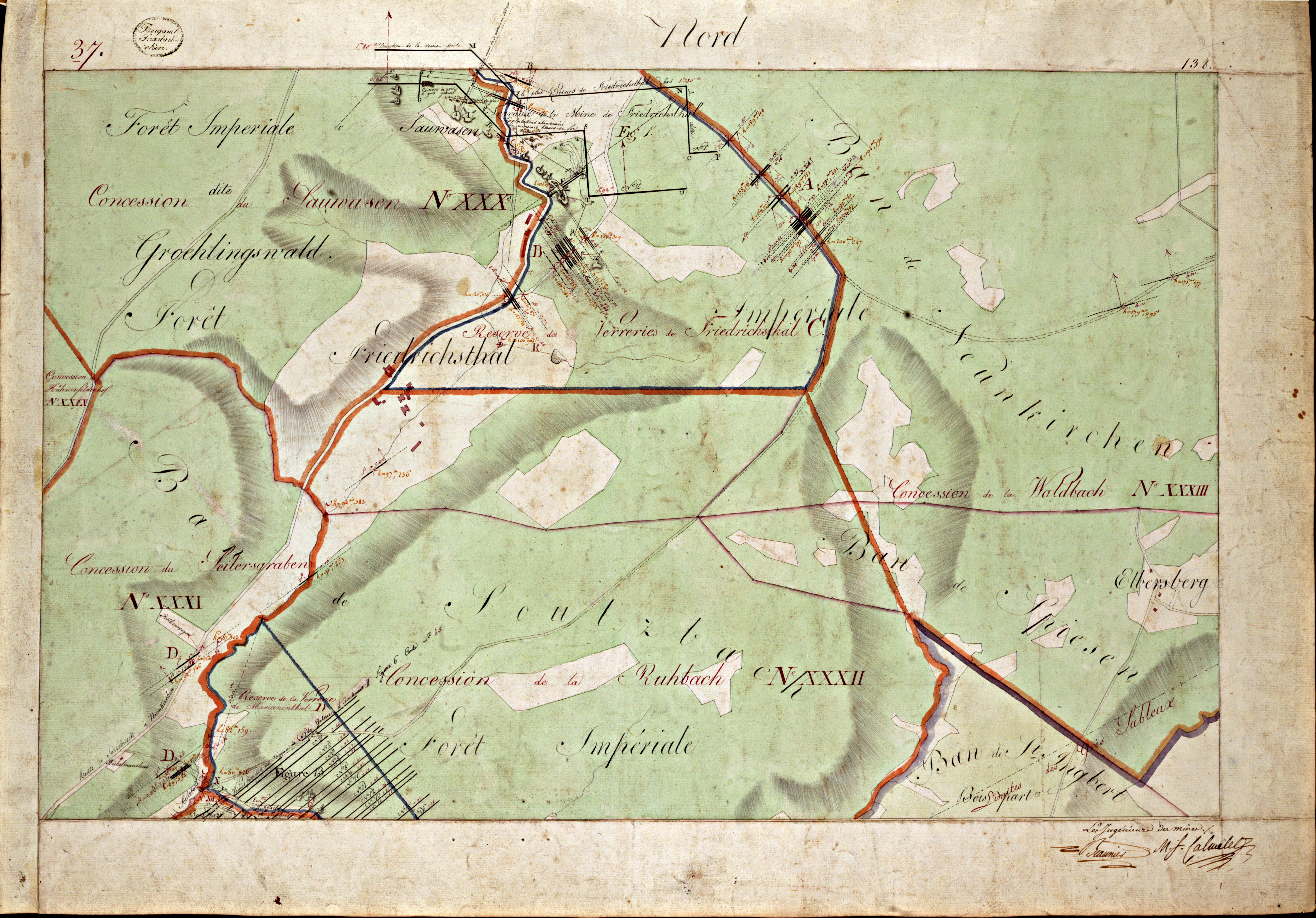
Friedrichsthal 1810

Friedrichsthal (im dortigen Dialekt „Friddrisdaal“) ist eine saarländische Stadt des Regionalverbandes Saarbrücken, etwa 15 km nordöstlich von Saarbrücken gelegen. Friedrichsthal liegt geografisch im östlichen Teil des Saarlandes, nur ca. 5 Kilometer von Neunkirchen entfernt.

## Geografie

### Lage
Die Stadt Friedrichsthal liegt in der Mitte des Saarkohlenwaldes an einem Ausläufer des Sulzbachtals. Der Stadtteil Friedrichsthal liegt im Tal von Moorbach und Stockbach in einer durchschnittlichen Höhe von 240 bis 280 Metern. Der Stadtteil Bildstock erstreckt sich auf einem Höhenzug von etwa 360 Metern zwischen Hoferkopf, Kallenberg (388 m) und Quierschieder Kopf (361 m). Der Stadtteil Maybach liegt unterhalb des Quierschieder Kopfes auf einer Höhe von 320 bis 340 Metern.
Die geologische Beschaffenheit wird geprägt durch das Karbon der Sulzbach-Formation, nur am Hoferkopf steht der Mittlere Buntsandstein an.

### Stadtteile
Das Stadtgebiet umfasst die Stadtteile Bildstock, Friedrichsthal und Maybach.

### Nachbargemeinden
Im Norden grenzt die Stadt Friedrichsthal an Landsweiler-Reden (Schiffweiler), im Osten an Neunkirchen (Saar) und Spiesen-Elversberg, im Süden an Altenwald (Sulzbach/Saar) und im Westen an Quierschied und Merchweiler.

## Geschichte
Zum 1. Januar 1866 wurde die Bürgermeisterei Dudweiler in drei Teile aufgegliedert und aus den beiden Ortschaften Friedrichsthal und Bildstock die selbständige Gemeinde Friedrichsthal gebildet. Durch die örtliche Glasproduktion und dann vor allem durch den Steinkohlenbergbau erlebte der Ort vom 19. Jahrhundert bis zur Mitte des 20. Jahrhunderts einen großen wirtschaftlichen Aufschwung und vergrößerte sich zunehmend. 1969 erhielt Friedrichsthal die Stadtrechte und gehört damit zu den jüngsten Städten im Saarland.

### Friedrichsthal

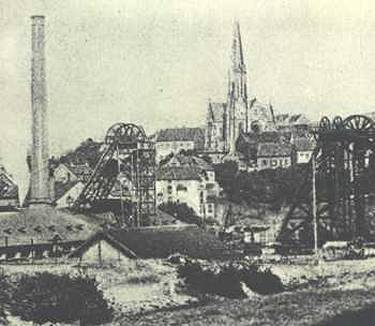
Helenengrube, im Hintergrund die Bildstocker Pfarrkirche St. Joseph (etwa 1907)

Die Geschichte des Ortes begann 1723 mit der Gründung einer Glashütte durch Graf Friedrich Ludwig von Nassau-Ottweiler. Friedrich Ludwig herrschte nicht nur über die von seinem Vater geerbte Grafschaft Ottweiler, sondern durch Erbfall ab 1723 auch über die Grafschaften Nassau-Idstein und Nassau-Saarbrücken.
Der kleine Ort, der nach seinem Gründer Friedrichsthal genannt wurde, bestand im 18. Jahrhundert im Wesentlichen aus den am Stockbach gelegenen Glashütten sowie den Häusern der Glasmacher und der ihnen zuarbeitenden Berufe, wie beispielsweise Fuhrleute und Holzfäller. Von gräflicher Seite aus war den Hüttenbetreibern die Erlaubnis ausgestellt worden, Holz für die Herstellung von Pottasche zu schlagen. Quarzsand wurde im Tagebau an einer nahe gelegenen Sandsteinkuppe abgebaut, dem Hoferkopf, der seine heutige zerklüftete Form ebendiesem Abbau verdankt. Zusätzlich wurde für den Eigenbedarf Landwirtschaft betrieben. Hergestellt wurde vor allem Fensterglas im sogenannten Mondglasverfahren.
Die Friedrichsthaler Glasmacher waren auch die ersten, die im Ortsbereich Steinkohle zur Befeuerung der Glasschmelzöfen abbauten. Als 1852 die Eisenbahnlinie Saarbrücken-Neunkirchen fertiggestellt wurde, profitierten die Friedrichsthaler Gewerbe von der Anbindung an die Eisenbahnstrecke und weitere Glashütten entstanden nun in der Nähe des neuen Bahnhofs. Ab der zweiten Hälfte des 19. Jahrhunderts wurde der Steinkohlenbergbau zu einem immer wichtigeren Wirtschaftsfaktor, der der Gemeinde zu weiterem Aufschwung verhalf.
Während Friedrichsthal und Bildstock 1816 zusammen noch auf eine Einwohnerzahl von 421 kamen (360 in Friedrichsthal und 61 in Bildstock), lebten 1866 dort insgesamt schon etwa 4000 Einwohner. In diesem Jahr wurde Friedrichsthal (einschließlich Bildstock) als selbständige Gemeinde eingerichtet, die allerdings vorerst zusammen mit Sulzbach von einem einzelnen Bürgermeister in Personalunion verwaltet wurde. 1880 erhielt die Gemeinde Friedrichsthal schließlich einen eigenen Bürgermeister.
Die durch den Steinkohlebergbau ausgelöste Blütezeit in den Jahrzehnten um die Jahrhundertwende führte zu einem beständigen Ausbau der Infrastruktur der Gemeinde: Schon 1852 wurde ein eigener Bahnhof eingerichtet, 1871 erhielt Friedrichsthal ein eigenes Postamt, 1881 wurde die Freiwillige Feuerwehr gegründet, 1901 die Straßenbahnlinie Friedrichsthal-Saarbrücken eingerichtet (in der Nachkriegszeit wieder eingestellt). Zahlreiche Gewerbe siedelten sich in der Gemeinde an und am Marktplatz entstand ein Kaufhaus, wodurch der Industrieort zunehmend ein (klein-)städtisches Gepräge bekam. Ein repräsentatives neues Bahnhofsgebäude wurde 1910 fertiggestellt. In diesem Jahr war die Einwohnerschaft bereits auf 13.117 angewachsen. Auch Kinos gab es mehrere im Ort: Bereits 1919 eröffnete das Palast-Theater in der Saarbrücker Str. in einem eigens dafür errichteten Gebäude (noch bis in die 1980er Jahre gab es hier Filmvorführungen), später kamen die Hoferkopf-Lichtspiele und das Heli-Filmtheater im Ortsteil Bildstock dazu. 1897 wurde die evangelische Kirche und 1927 die katholische Kirche St. Marien erbaut.
Nach dem Ersten Weltkrieg kam Friedrichsthal als Teil des Saargebiets unter die vorübergehende Verwaltung des Völkerbunds. Die Bergwerke des Ortes wurden infolge des Versailler Vertrags bis 1935 Frankreich unterstellt und zugunsten der französischen Industrie weiterbetrieben. Infolge der Weltwirtschaftskrise wurde jedoch die Helenengrube (die bisherige Hauptgrube des Ortes) 1932 geschlossen. Im weiteren Verlauf der 1930er Jahre stabilisierte sich die wirtschaftliche Lage wieder, Triebfeder war nach wie vor der Steinkohlebergbau. 1937 wurde eine Städtepartnerschaft mit Villingen im Schwarzwald geschlossen. Nach dem Zweiten Weltkrieg kam das Saarland ein weiteres Mal unter französische Kontrolle (Saarland 1947 bis 1956). Da Frankreich in erster Linie an einer Fortführung des Steinkohleabbaus interessiert war, war in der Nachkriegszeit die wirtschaftliche Lage im Saarland im Vergleich zu den übrigen Besatzungszonen in Deutschland etwas besser. In den 1960er Jahren setzte jedoch allmählich eine Stagnation ein, als der größte Teil der Kohlevorkommen abgebaut war. 1969 erhielt die aus den Ortsteilen Friedrichsthal, Bildstock und Maybach bestehende Gemeinde das Stadtrecht. Mit dem Rückgang des Bergbaus in den 1970er Jahren setzte auch eine allmähliche wirtschaftliche Rückentwicklung ein. Es gab inzwischen zahlreiche Grubenschäden an den Häusern, da praktisch das gesamte Stadtgebiet über unterirdischen Streben liegt, die teilweise unter Einsturzgefahr standen. Als letzter Bergbaubetrieb im Stadtgebiet wurde die Grube Maybach 1981 endgültig stillgelegt.

### Bildstock

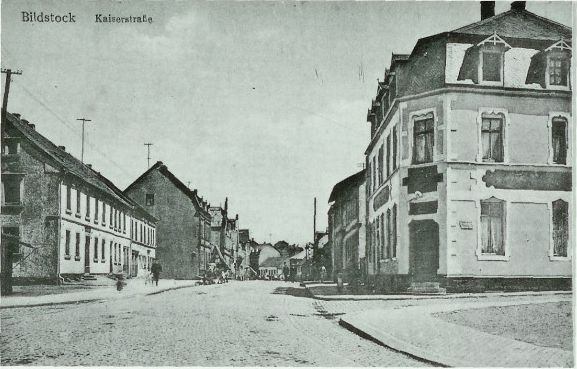
Blick vom Bildstocker Markt zur Kaiserstraße (heute Neunkircher Straße)

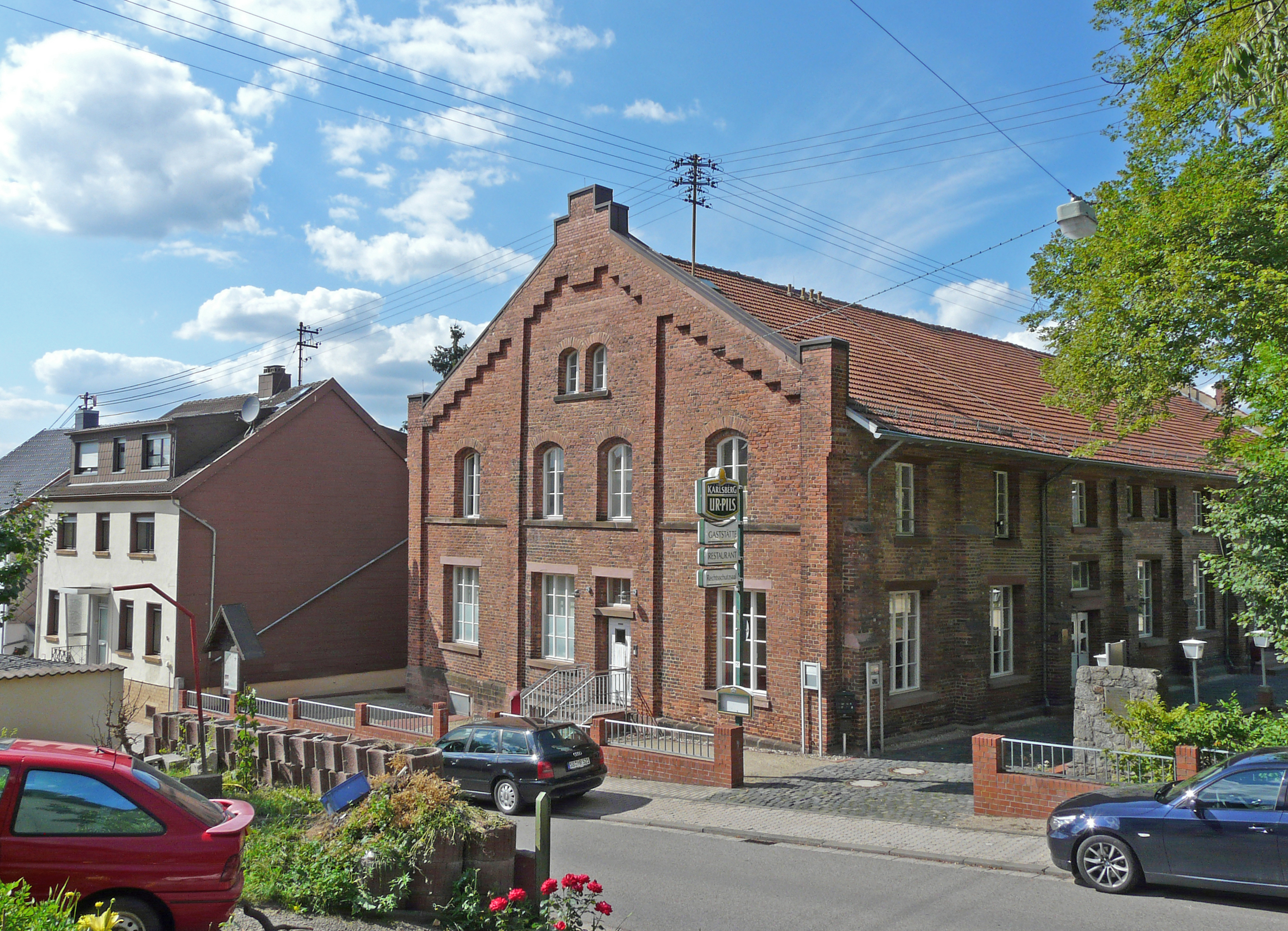
Der Rechtsschutzsaal in Bildstock

Bildstock, der auf einer Anhöhe gelegene etwas ältere Ortsteil, geht auf einen um 1700 gegründeten Gutshof der Grafen von Nassau-Ottweiler zurück. Um dieses Gehöft herum, das sich an der später danach benannten Hofstraße befand, entstand allmählich eine dörfliche Siedlung. Der Name des Ortes geht jedoch auf einen Bildstock zurück, der heute eine Statuette von Maria und dem Jesuskind enthält und sich auf einer am Ortsrand gelegenen Sandsteinkuppe (dem Hoferkopf) befindet. Einer Sage nach wurde an dieser Stelle das erste „Bildstöckel“ nach dem Ende des Dreißigjährigen Krieges von einem Pilger gestiftet, der auf dem Rückweg von Maria Einsiedel eine Marienfigur in einen hohlen Baum stellte. Möglicherweise befand sich an dieser Stelle schon lange Zeit vorher ein keltisches Heiligtum.
In napoleonischer Zeit (zu Beginn des 19. Jahrhunderts) gehörte Bildstock zur Mairie Neunkirchen, während das benachbarte Friedrichsthal zur Mairie Dudweiler gehörte. Nach dem Ersten Pariser Frieden verlief dann von 1814 bis 1815 die Staatsgrenze zwischen Frankreich und den von Österreich und Bayern verwalteten Gebieten zwischen den beiden Ortschaften.
Das kleine Dorf Bildstock, das 1816 nur 61 Einwohner zählte, wuchs im Verlauf des 19. Jahrhunderts dank des Bergbaus zu einer florierenden Ortschaft heran. 1858 wurde der erste Tiefbauschacht abgeteuft. Mehrere Steinkohlegruben entstanden im Ortsgebiet und führten dazu, dass sich zahlreiche Bergleute und Grubenbeamte mit ihren Familien in Bildstock ansiedelten. Viele Handwerksbetriebe, Einzelhändler und Gastwirtschaften fanden hier ihr Auskommen. Auch die Gewerkschaftsbewegung der Arbeiter war im Ort aktiv und konnte 1892, trotz massiver Behinderungen durch die Behörden, den Rechtsschutzsaal einweihen, der das älteste Gewerkschaftsgebäude Deutschlands darstellt.
Wie es dem saarländischen Bergarbeitermilieu entsprach, war die Bevölkerung in Bildstock mehrheitlich katholisch. Am 24. November 1907 wurde die Pfarrkirche St. Josef eingeweiht. Das nahe dem Marktplatz errichtete neugotische Kirchengebäude wurde nach einem Entwurf des Bonner Architekten Johann Adam Rüppel ausgeführt.
1930 erhielt Bildstock einen eigenen Bahnhof (heute zu einem einfachen Haltepunkt zurückgebaut). 1931 wurde der Hoferkopfturm errichtet, der ein Wahrzeichen Bildstocks wurde. Die durch die Steinkohle ausgelöste Wirtschaftsblüte des Ortes setzte sich noch bis in die Zeit des Zweiten Weltkriegs fort. 1952/53 wurde auf dem Hoferkopf von der Bevölkerung eine Marienkapelle erbaut zum Dank dafür, dass der Ort im Krieg von Bombardements verschont geblieben war.
Wie im übrigen Gemeindegebiet setzte in der Nachkriegszeit zusammen mit der allmählichen Einstellung des Bergbaubetriebs eine wirtschaftliche Stagnation und schließlich Rückentwicklung ein.
1994 wurde auf dem Hoferkopf als Nachfolger des alten Hoferkopfturmes der knapp 21 Meter hohe hölzerne neue Hoferkopfturm errichtet. Dieser musste jedoch wegen Baufälligkeit im September 2014 abgerissen werden.

### Maybach

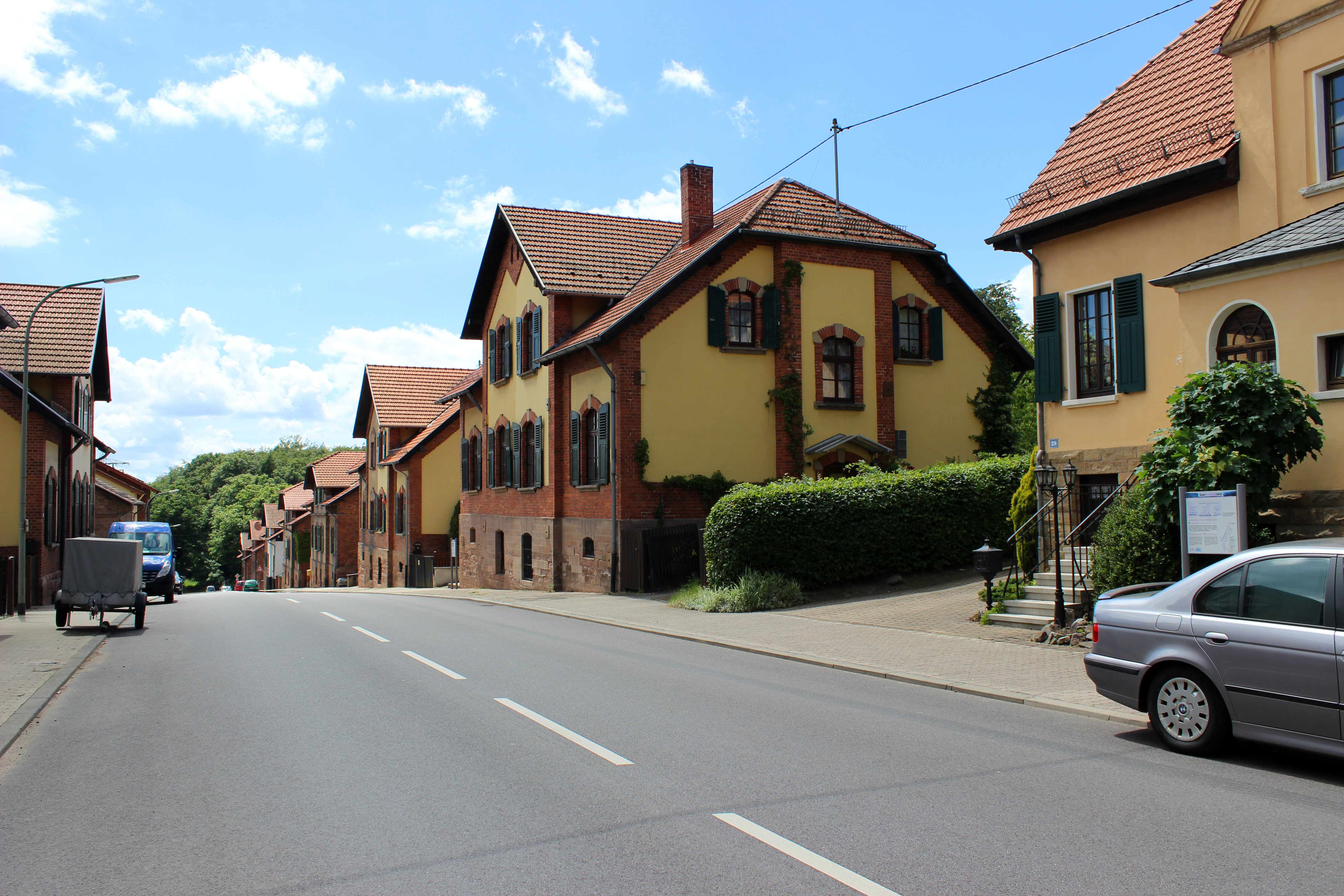
Maybach

1873 wurde im westlichen Bereich des Gemeindegebietes im Trenkelbachtal eine neue Steinkohlegrube eingerichtet, die ab 1882 unter dem Namen Maybach geführt wurde. Namensgeber war der preußische Minister für öffentliche Arbeiten, Albert von Maybach (1822–1904), der in diesem Jahr der Grube einen offiziellen Besuch abstattete. Im unmittelbaren Umfeld der Grube entstand in den Jahren um 1900 eine eigene Bergmannssiedlung, die Auf der Maybach genannt wurde und heute der kleinste Stadtteil von Friedrichsthal ist. Die Siedlung wird geprägt durch die entlang der Quierschieder Straße aneinandergereihten, weitgehend einheitlich gestalteten Doppelhäuser für Grubenbeamte sowie die schlichter gestalteten Doppelhäuser für Grubenarbeiter. Sie verfügte außerdem über eine eigene Schule, eine Kirche und vier Schlafhäuser für auswärtige Bergleute. Von den zahlreichen Grubengebäuden sind heute noch wenige Reste erhalten, darunter das Zechenhaus und die Kaffeeküche, die als Gemeinschaftshaus zwischen Siedlung und Grubengelände vermittelte. Insgesamt stellt Maybach heute ein relativ vollständig erhaltenes Beispiel einer saarländischen Bergwerkssiedlung der Jahrhundertwende dar und steht seit 1981 unter Denkmalschutz.
Im Oktober 1930 kam es auf einer Tiefbausohle der Grube zu einer schweren Schlagwetterexplosion, bei der 98 Bergleute starben (siehe auch: Liste von Unglücken im Bergbau). Die Grube Maybach vergrößerte sich in der Zeit zwischen den Weltkriegen erheblich und wurde umfassend umstrukturiert, als 1932 die Helenengrube in Friedrichsthal sowie die nahegelegene Grube Altenwald (Sulzbach) den Förderbetrieb einstellten. Die noch nicht erschöpften Kohlevorkommen des Gebiets wurden nun von Maybach aus abgebaut. Auch nach dem Zweiten Weltkrieg wurde in der Grube noch Steinkohle abgebaut, bis 1964 der Förderbetrieb eingestellt und 1981 die Grube Maybach schließlich stillgelegt wurde.

## Einwohnerentwicklung
| Friedrichsthal (Saar): Einwohnerzahlen von 1816 bis 2024 | Friedrichsthal (Saar): Einwohnerzahlen von 1816 bis 2024 | Friedrichsthal (Saar): Einwohnerzahlen von 1816 bis 2024 | Friedrichsthal (Saar): Einwohnerzahlen von 1816 bis 2024 | Friedrichsthal (Saar): Einwohnerzahlen von 1816 bis 2024 |
| -------------------------------------------------------- | -------------------------------------------------------- | -------------------------------------------------------- | -------------------------------------------------------- | -------------------------------------------------------- |
| Jahr                                                     |                                                          |                                                          |                                                          | Einwohner                                                |
| 1816                                                     | 1816                                                     |                                                          | 421                                                      | 421                                                      |
| 1885                                                     | 1885                                                     |                                                          | 5.871                                                    | 5.871                                                    |
| 1890                                                     | 1890                                                     |                                                          | 6.254                                                    | 6.254                                                    |
| 1895                                                     | 1895                                                     |                                                          | 6.923                                                    | 6.923                                                    |
| 1900                                                     | 1900                                                     |                                                          | 10.109                                                   | 10.109                                                   |
| 1905                                                     | 1905                                                     |                                                          | 12.089                                                   | 12.089                                                   |
| 1910                                                     | 1910                                                     |                                                          | 13.117                                                   | 13.117                                                   |
| 1925                                                     | 1925                                                     |                                                          | 15.208                                                   | 15.208                                                   |
| 1935                                                     | 1935                                                     |                                                          | 13.830                                                   | 13.830                                                   |
| 2005                                                     | 2005                                                     |                                                          | 11.318                                                   | 11.318                                                   |
| 2010                                                     | 2010                                                     |                                                          | 10.798                                                   | 10.798                                                   |
| 2015                                                     | 2015                                                     |                                                          | 10.280                                                   | 10.280                                                   |
| 2018                                                     | 2018                                                     |                                                          | 10.133                                                   | 10.133                                                   |
| 2024                                                     | 2024                                                     |                                                          | 10.180                                                   | 10.180                                                   |
|                                                          |                                                          |                                                          |                                                          |                                                          |

## Politik

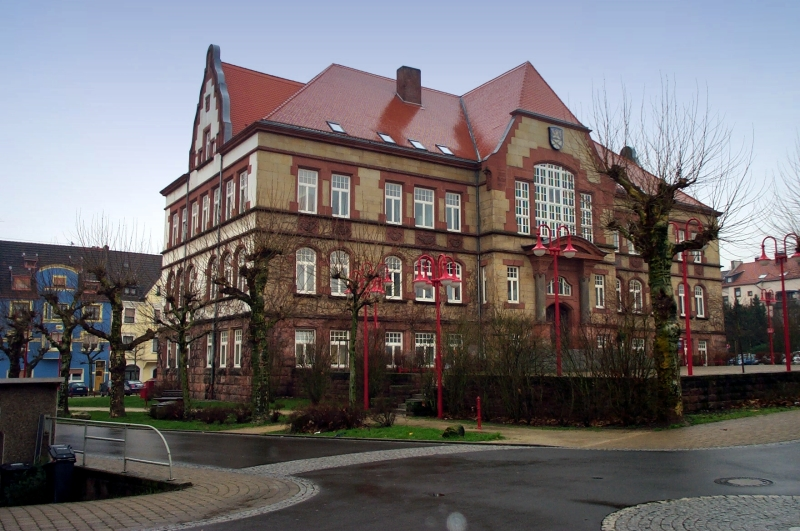
Rathaus Friedrichsthal

### Stadtrat
Bei der Kommunalwahl am 9. Juni 2024 ergab sich für den Rat der Stadt Friedrichsthal mit 27 Mitgliedern (vorher 33 Mitglieder) folgendes Ergebnis:
- SPD: 7 Sitze (-3)
- CDU: 8 Sitze (-1)
- AfD: 6 Sitze (+2)
- GRÜNE: 1 Sitz (-3)
- LINKE: 1 Sitz (-3)
- Bürger Friedrichsthal: 4 Sitze (+4)
- FDP: k. A. (-2)

### Bürgermeister
- 1865–1879: Franz Nikolaus Ganns
- 1890–1915: Jakob Philipp Forster
- 1915–1920: Ernst Hermann Ballke
- 1921–1933: Paul Kondruhn[13]
- 1934–1945: Wilhelm Braun
- 1945–1946: Richard Rauch, SPD
- 1946–1955: Ludwig Schnur, CSU/CVP, CDU
- 1956–1962: Friedrich Wilhelm Philipp Edelmann
- 1966–1990: Wolfgang Grausam, CDU
- 1990–2008: Werner Cornelius, SPD
- 2008–2021: Rolf Schultheis, SPD
- Seit 1. April 2021: Christian Jung, SPD

### Wappen

Wappen der Stadt Friedrichsthal

Die Gemeinde Friedrichsthal erhielt am 23. Juni 1936 das Recht, ein eigenes Wappen zu führen. Das zweigeteilte Wappen zeigt im oberen, mit goldenen Schindeln bestreuten blauen Feld einen wachsenden goldenen gekrönten Löwen, der eine Grubenlampe in der rechten Pranke hält. Das untere, goldene Feld zeigt zwei gekreuzte Glasmacherpfeifen. Der Nassauer Löwe verweist dabei auf die historische Zugehörigkeit der Gemeinde zum Gebiet der Grafen von Nassau. Die Grubenlampe steht für den Bergbau und die Glasmacherpfeifen für die Glasindustrie und somit für die Wirtschaftszweige, denen die Gemeinde ihren Aufschwung im 19. und 20. Jahrhundert verdankt.
Das Wappen wurde 1969 bei der Verleihung der Stadtrechte von der Stadt Friedrichsthal übernommen.

### Städtepartnerschaften
- Villingen-Schwenningen, Baden-Württemberg
- Oranienburg, Brandenburg

## Wirtschaft und Infrastruktur

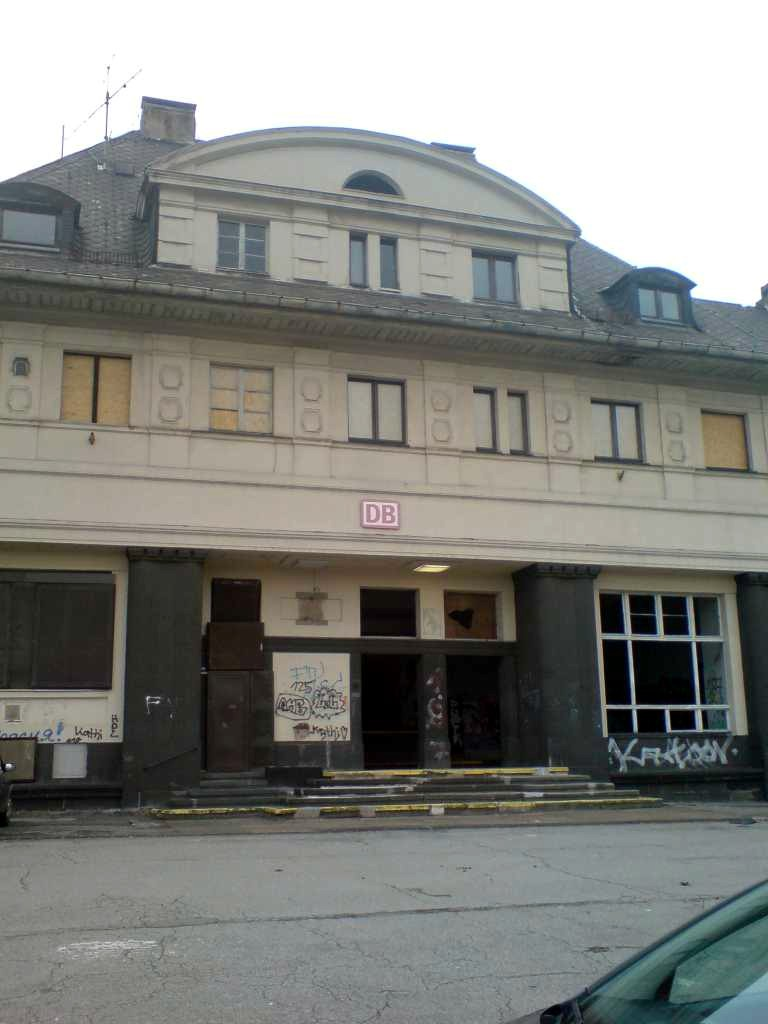
Bahnhof Friedrichsthal (Saar), 2010

### Verkehr

#### Individualverkehr
Friedrichsthal ist über die Bundesautobahnen 8 (Perl–Bad Reichenhall) und 623 (nach Saarbrücken) an das überregionale Bundesfernstraßennetz angebunden.

#### ÖPNV
Friedrichsthal bildet die Wabe 101 im Saarländischen Verkehrsverbund; es können mit einer Fahrkarte sowohl Bus als auch die Regionalbahn genutzt werden.
Mehrere Haltepunkte am Abschnitt Türkismühle–Saarbrücken der Nahetalbahn binden den Ort an das Eisenbahnnetz an. Der Bahnhof Friedrichsthal (Saar) liegt am südwestlichen Ortsrand und wurde bereits 1852 eingeweiht. 1930 wurde in Bildstock ein weiterer Haltepunkt (49° 20′ 13,4″ N, 7° 5′ 39,3″ O) errichtet, das Empfangsgebäude jedoch inzwischen abgerissen und der Bahnhof zum Haltepunkt zurückgebaut. Im Jahre 2004 wurde der barrierefreie Haltepunkt Friedrichsthal Mitte (49° 19′ 37,5″ N, 7° 5′ 38,2″ O) eröffnet, der näher am Ortszentrum liegt. Alle diese Haltepunkte werden von der Linie RB 73 auf der Strecke Saarbrücken – St. Wendel – Neubrücke (Nahe) halbstündlich bedient. Regionalexpresszüge fahren hier durch; der nächste RE-Halt ist Neunkirchen.

### Ortsansässige Unternehmen
Die Becker Mining Systems AG ist ein in Friedrichsthal ansässiger Bergbauzulieferer mit 1800 Mitarbeitern (Stand 2011) und einem Jahresumsatz von 255 Mio. Euro (Stand 2011).

### Telekommunikation
Im Ortsteil Bildstock befindet sich der höchste freistehende Sendeturm im Saarland, ein 103 Meter hoher Fernmeldeturm der Deutschen Telekom AG.

## Natur und Umwelt
Landschaft der Industriekultur Nord (LIK.Nord)
Friedrichsthal gehört dem Naturschutzgroßprojekt Landschaft der Industriekultur Nord (LIK.Nord) an. Die Städte Neunkirchen und Friedrichsthal, die Gemeinden Illingen, Merchweiler, Schiffweiler und Quierschied sowie der Landkreis Neunkirchen und die Industriekultur Saar GmbH (IKS) haben sich zu einem Zweckverband zusammengeschlossen und 2009 den Bundeswettbewerb „Naturschutzgroßprojekte und ländliche Entwicklung“ des Bundesumweltministeriums gewonnen. Ziel des Projekts ist die zukunftsfähige Entwicklung der altindustriellen und vom Bergbau geprägten Landschaft zu gestalten. Hierdurch soll der Artenreichtum der Landschaft durch Pflege und gezielte Eingriffe erhalten und weiter ausgebaut werden. Die Umgebung des Saufangweihers auf dem Gebiet der Stadt Friedrichsthal ist ein Teilstück des Landschaftslabors „Bergbaufolgelandschaft“. Das Projekt befindet sich seit Ende 2013 in der Umsetzungsphase.

## Kultur
1972 wurde in Bildstock der Amateur-Chor Chorwurm gegründet.

## Religion
In Friedrichsthal gibt es folgende Kirchen:

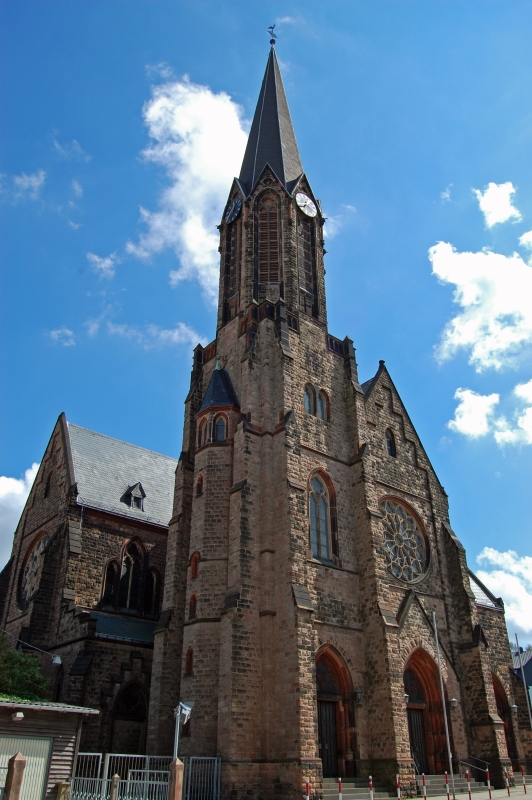
St. Josef in Bildstock
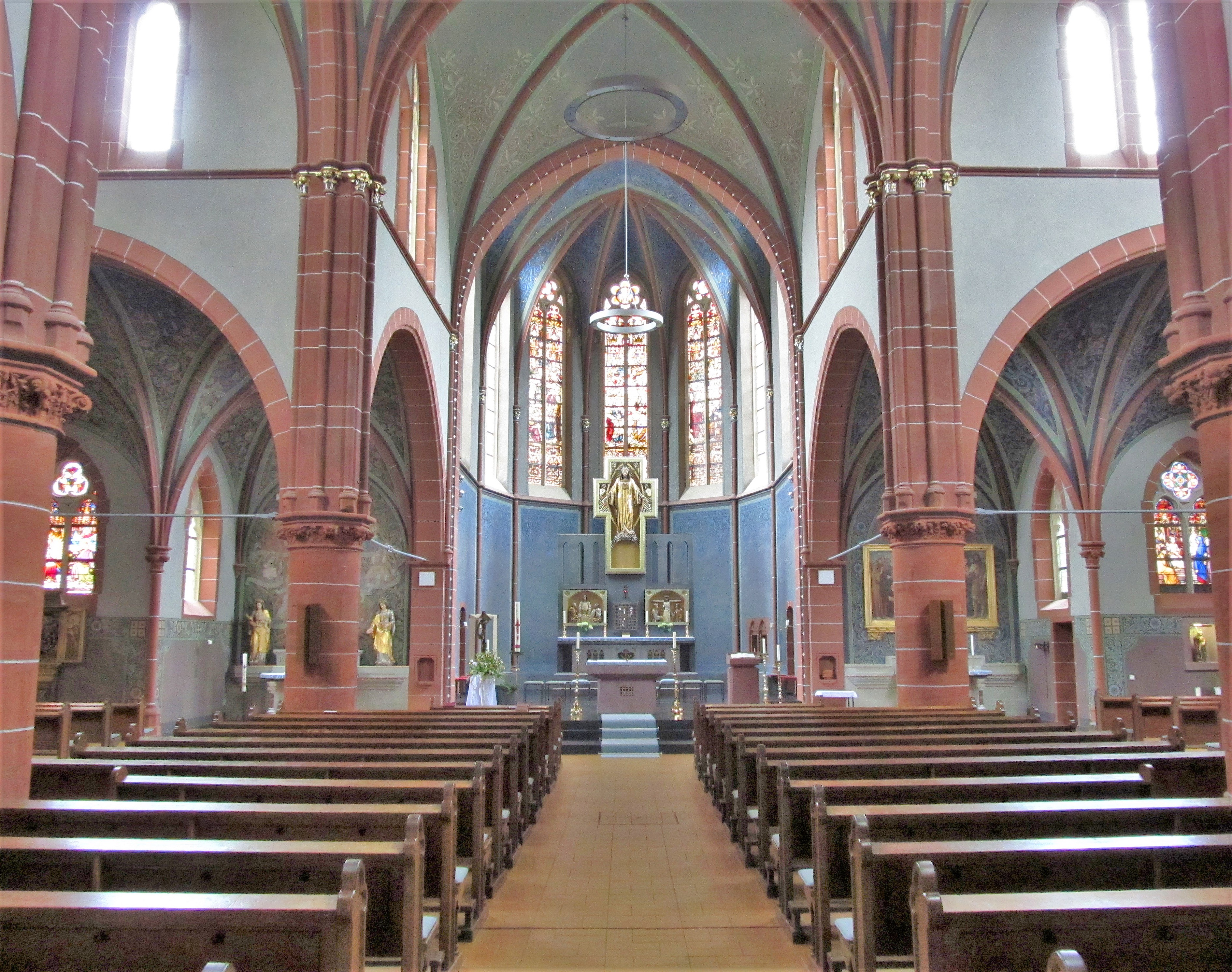
Bildstock, St. Josef, Inneres
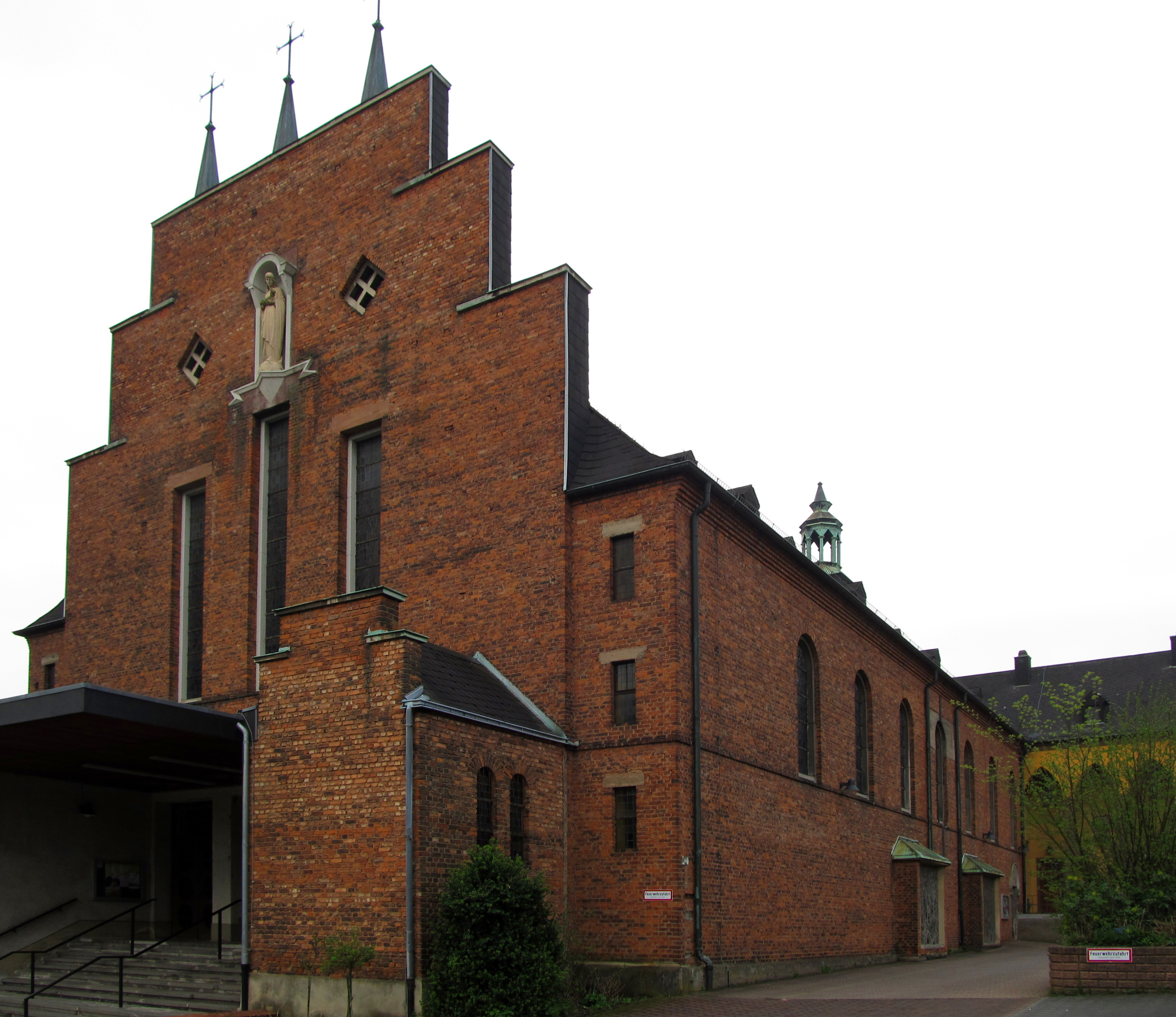
Friedrichsthal, St. Marien
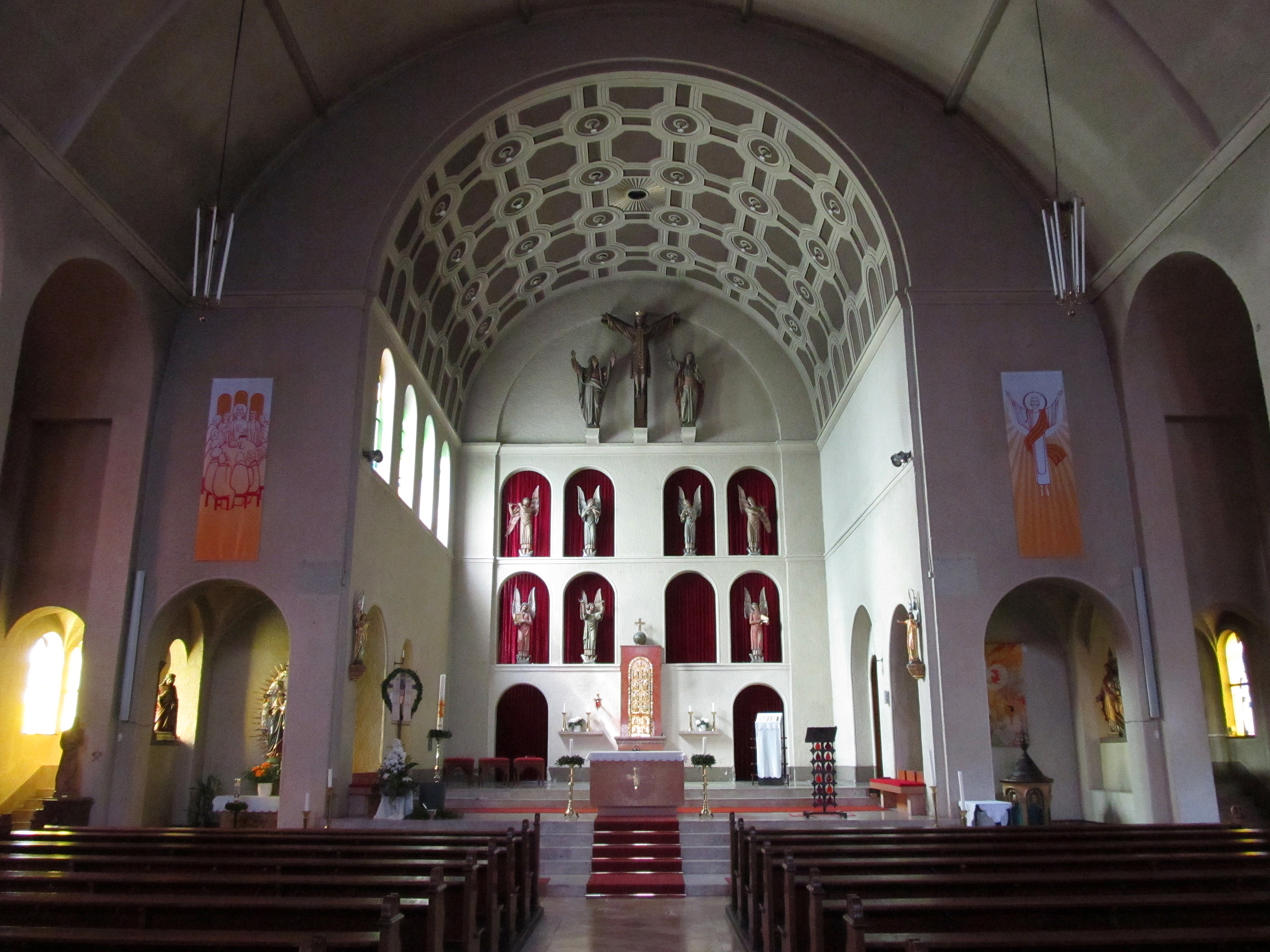
Friedrichsthal, St. Marien, Inneres
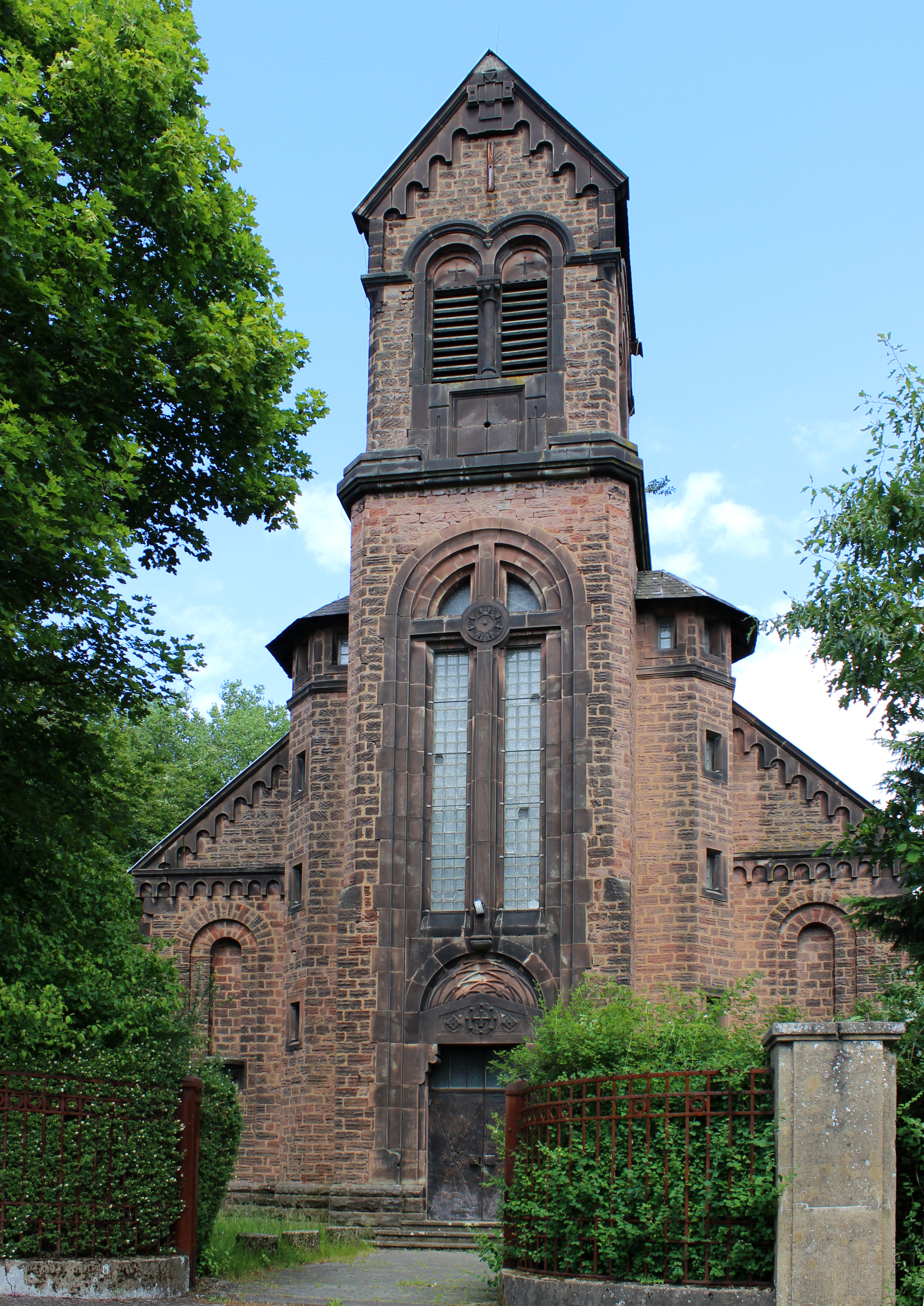
Maybach, St. Ludwig
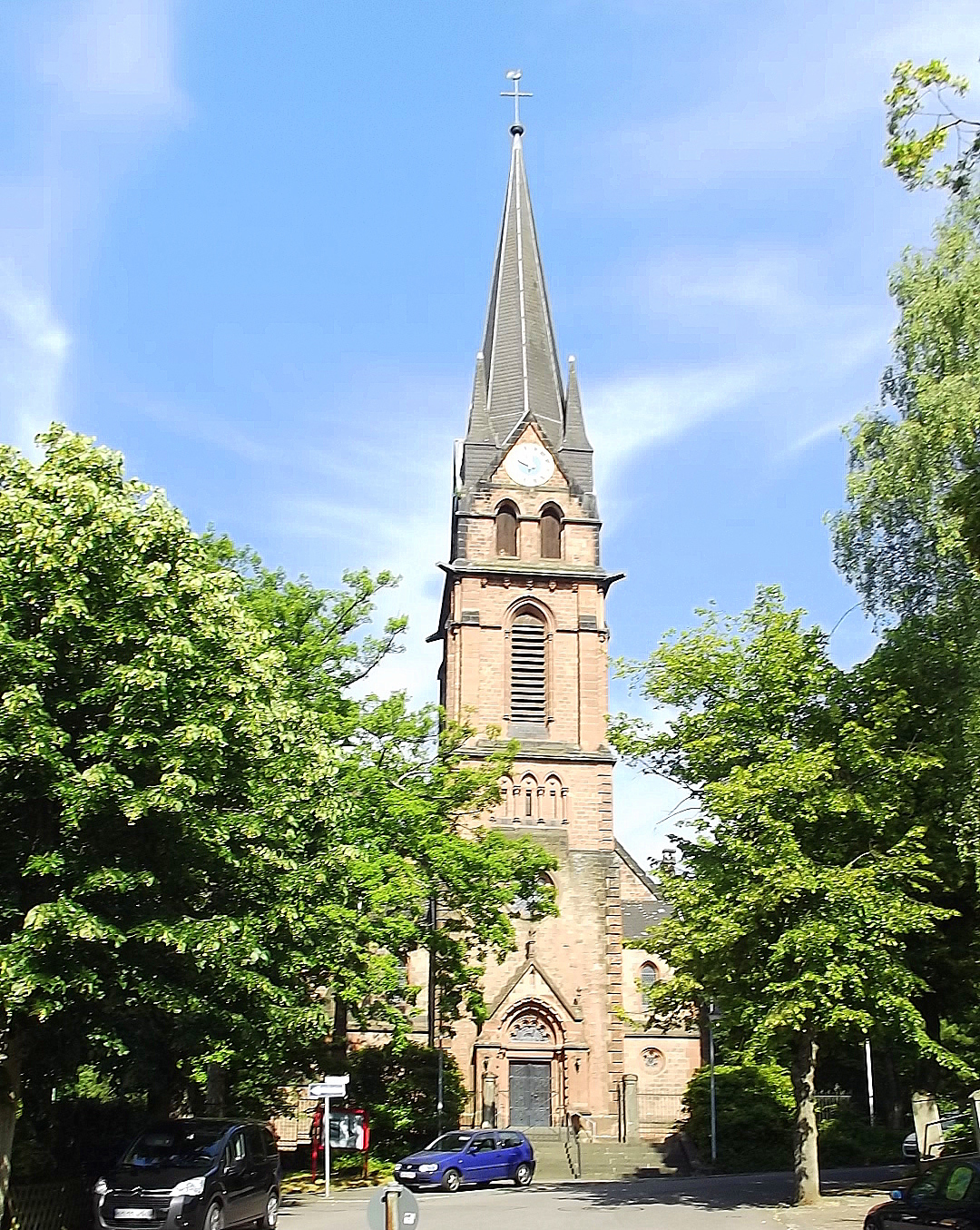
Friedrichsthal, Evangelische Kirche
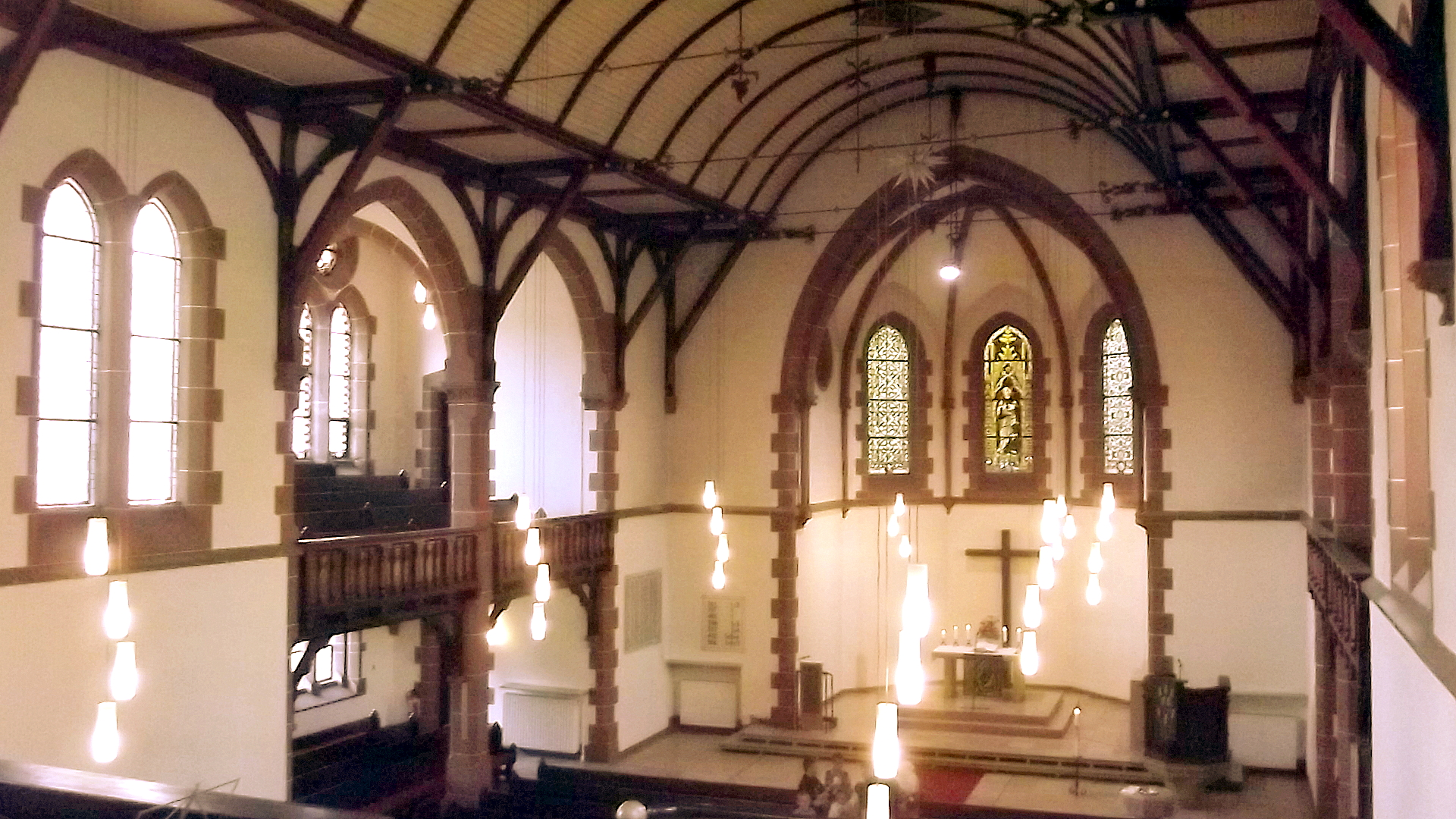
Friedrichsthal, Evangelische Kirche, Inneres

## Persönlichkeiten
- Christian Adolph Wagner (* 20. Juni 1801; † 20. September 1874 in Saarbrücken), Glasfabrikant
- Otto Weil (* 26. Juni 1884; † 20. Februar 1929 in Saarbrücken), Maler
- Peter Josef Schattner (* 22. März 1894; † 28. April 1962 in Friedrichsthal), sozialdemokratischer Gewerkschafter und Politiker
- Aloys Herrmann (* 27. November 1898 in Bildstock; † 16. Oktober 1953 in Baden-Baden), Universitätsprofessor in Saarbrücken
- Nikolaus Kopp (* 6. September 1903 in Bildstock; † 10. August 1979 in Marpingen), Gewerkschafter und Politiker (CDU)
- Heinz Helfgen (* 7. März 1910; † 1990), Reiseschriftsteller
- Rudi Alt (* 7. Februar 1915; † 31. Mai 2002), Mitglied der Widerstandsgruppe „Weiße Rose“
- Johannes Driessler (* 26. Januar 1921 in Friedrichsthal, Saar; † 3. Mai 1998 in Detmold), Komponist
- Helmut Hofmann (* 14. November 1925 in Bildstock; † 21. August 2017), Boxer
- Hermann Stillemunkes (* 16. Mai 1927 in Bildstock; † 11. August 2012), römisch-katholischer Geistlicher und päpstlicher Ehrenprälat
- Norbert Dietrich (* 24. Januar 1931 in Bildstock; † 5. Juli 2003 in Sulzbach/Saar), Kunstturner
- Rolf Lauer (* 11. September 1931 in Bildstock; † 25. Mai 1986 in Völklingen), Kunstturner
- Alfons Blum (* 27. Januar 1934), Elektrotechniker und Hochschullehrer
- Edmund Dillinger (* 2. August 1935 in Friedrichsthal; † 27. November 2022 ebenda) war ein römisch-katholischer Geistlicher und Ordensprälat
- Horst Linn (* 14. Juni 1936), Bildhauer
- Manfred Römbell (* 3. Dezember 1941; † 21. Juni 2010 in Saarbrücken), Schriftsteller
- Sigurd Rompza (* 1945), Maler
- Karl-Heinz Klär (* 16. Januar 1947), Politiker (SPD)
- Horst Oskar Siffrin (* 5. Oktober 1947), Diplomat
- DJ Karotte (Peter Cornely) (* 15. Februar 1969), Discjockey & Musikproduzent
- Alexander Kopainski (* 1996 in Bildstock), Grafiker